# 白水河 (丹河)
白水河是丹河的一条支流，发源于晋城市市区北的白马寺山，向南流经陈沟、西上庄、西街、南街、钟家庄及南河西6个乡镇后汇入丹河，全长61千米。

## 相關部倒
- 山西日报 - 晋城白水河的记忆 （页面存档备份，存于）